# 타르치시오 부르니치
타르치시오 부르니치(이탈리아어: Tarcisio Burgnich tarˈtʃiːzjo ˈburɲitʃ[*]; 1939년 4월 25일, 프리울리-베네치아 줄리아 주 루다 ~ 2021년 5월 26일, 토스카나 주 포르테 데이 마르미)는 이탈리아의 전 축구 선수이자 감독으로, 현역 시절 수비수로 활약했다.
부르니치는 현역시절에 우디네세, 유벤투스, 팔레르모, 인테르나치오날레, 그리고 나폴리에서 활약했다. 비록 그는 유벤투스와 나폴리에서도 입상 경력이 있지만, 인테르나치오날레에서 전성기를 보냈는데, 그 시기 인테르나치오날레는 엘레니오 에레라 감독이 이끌던 위대한 인테르(La Grande Inter)의 시대였다. 그는 자친토 파케티와 후방의 측면을 맡아 에레라의 빗장 수비 체제에서 황금기를 열었고, 주력, 체력, 공격적 역량, 그리고 수비적 효율을 앞세워 세리에 A를 4번, 유러피언컵을 2번, 그리고 인터콘티넨털컵을 2번 우승했다.
국가대항전에서, 부르니치는 이탈리아를 대표로 1960년 하계 올림픽에 참가해 4위의 성적을 거두었고, 3번의 월드컵에 참가해 1970년 월드컵에서 준우승을 거두며 입상했다. 그는 이탈리아가 안방에서 우승한 1968년 유럽 선수권 대회의 주역이기도 했다.
다재다능한 부르니치는 어느 수비 역할이든 맡을 수 있어 우측, 중앙은 물론 최후방도 담당할 수 있었다. 부담스러운 신체 조건, 끈질긴 경기 방식으로 인해, 인테르나치오날레의 동료 아르만도 피키(그는 당시 선수단의 주장이자 최후방 수비수였다)는 그를 바위(La Roccia)라고 불렀다.

## 클럽 경력
부르니치는 고향 인근의 우디네세 소속으로 1959년 6월 2일에 0-7로 패한 밀란 원정 경기에서 세리에 A 신고식을 치렀다. 프리울리 연고 구단에서 잠깐 활약한 그는 유벤투스로 이적했고,(1960-61 시즌에 세리에 A를 우승했다) 팔레르모를 거쳐 1962년에 인테르나치오날레에 입단해 1960년대 전성기를 열었다.
강인하고, 빠르고, 활력이 넘치며 [[자친토 파케티와 위협적인 측면 수비를 구성한 둘은 인테르나치오날레와 이탈리아 국가대표팀의 핵심 선수로 활약했다. 그는 흑청 군단(nerazzurri) 소속으로 467번의 경기에 출전해 6골을 기록했고, 체격과 끈질긴 경기 방식으로 엘레니오 에레라의 인테르나치오날레 황금기에 강한 수비와 빠른 역습으로 무장한 빗장(catenaccio) 전법에 최적화되었다. 인테르나치오날레 시절, 부르니치는 국내, 유럽, 그리고 국제 무대를 지배하며 5번의 이탈리아 리그, 2번의 유러피언컵, 2번의 인터콘티넨털컵을 우승했다. 그는 1960년대에 현재에도 회자되는 전설적인 위대한 인테르(La Grande Inter)의 주역이기도 했다.
인테르나치오날레에서 12년을 보낸 그는 19974년에 나폴리로 이적하며 파장이 일었고, 프라이촐리 인테르나치오날레 밀라노는 그의 공백에도 선수단을 재건하려 했다. 부르니치는 나폴리에서 남은 현역 3년을 보내며 루이스 비니시우 감독의 지휘 하에 최후방 수비수로 활약하며 코파 이탈리아를 들어올렸고, 1976년에 코파 디 레가 이탈로-잉글레세도 우승한 뒤, 1977년에 축구화를 벗었다. 부르니치는 모든 대회를 통틀어 494번의 세리에 A 경기에 출전했다.

## 국가대표팀 경력
부르니치는 10년 넘게 이탈리아 국가대표팀의 주축 선수로 활약했다. 그는 로마에서 열린 1960년 하계 올림픽에서 이탈리아 선수단 일원으로 참가했고, 4위의 성적을 거두었다. 그는 1963년 11월 10일, 1-1로 비긴 소련과의 안방 경기에서 신고식을 치렀고, 이후 주전으로 도약하여 등번호 2번을 받고 1968년에 안방에서 사상 첫 유럽 선수권 대회 우승에 일조했다. 그는 1966년 월드컵과 1970년 월드컵에도 이탈리아 선수단에 승선하여 후자의 대회에서는 결승까지 올랐지만, 브라질에 1-4로 패하면서 준우승으로 마무리했다. 부르니크는 "세기의 경기"로 회자되는 서독과의 준결승전에서 득점을 올려 이탈리아가 서독을 연장전 끝에 4-3으로 따돌리고 결승에 올려놓았다. 그는 1974년 월드컵에도 이탈리아를 대표로 참가했다. 그는 1963년부터 1974년까지 푸른 군단(Azzurri) 소속으로 총 66번의 경기에 출전하여 2골을 넣었다.
그는 브라질의 거성 펠레가 1970년 월드컵 결승전에서 그를 제치고 머리로 골을 넣고 브라질의 4-1 대승을 견인한 것에 대해 말한 것으로 회자된다.(부르니치는 브라질과의 결승전에서 펠레를 전담 견제를 맡았지만, 공중 경합에서 밀렸다):
"저는 '그도 살과 뼈로 이루어진 한 사람일 뿐이야'라고경기 전에 혼잣말을 했습니다만, 제가 오판했습니다."

그는 같은 골에 대해 나중에 다음과 같이 덧붙였다:
"공이 접근했을 때 우리 둘 모두 최대한 높이 도약했습니다. 제가 본래 뛰었던 땅에 다시 착지했을때에도 펠레는 늘 그랬듯이 활공하고 있었고, 골을 넣었습니다."

## 은퇴 후
은퇴 후, 부르니치는 감독으로 간간히 20년 동안 활동했지만, 별 성과를 올리지 못했다. 그는 카탄차로, 볼로냐, 코모, 리보르노, 포자, 루케세, 크레모네세, 제노아, 테르나나, 그리고 비첸차의 지휘봉을 잡았다.
2021년 5월 26일, 부르니치는 향년 82세로 영면에 들었다. 그는 포르테 데이 마르미의 성 카밀로 병원에서 심근경색으로 눈을 감았다.

## 경기 방식
강인하고, 몸집이 크며, 빠르고, 활력이 넘치는 부르니치는 이탈리아 역대 최고의 수비수로 손꼽힌다. 그는 공중 경합, 위협적인 신체 조건, 꾸준함, 그리고 호전적이면서도 신사적인 성향, 그리고 효율적인 경기 방식으로 키가 썩 크지는 않았지만 바위(La Roccia)라는 별칭이 붙었다. 초창기 공격형이나 중앙 미드필더로 활약했던 그는 전술적으로 다재다능하며, 지능적이고, 근면한 선수로, 공수 양면에서 선수단을 돕는 데 능했다. 그는 여러 수비 역할을 맡아 수행할 수 있어서 현역 시절에 대인 방어용 중앙 수비수(혹은 "저지자")나 최후방 수비수(말년에 특히 이 역할을 자주 맡았다)를 맡기도 했고, 주로 우측 수비수 혹은 안쪽 측면 수비를 맡아 주력, 체력, 체격 조건, 그리고 끈질김을 앞세워 에레라의 빗장 체제에 최적화되었다. 그는 보다 더 공격적이었던 좌측 수비수 파케티와 현역 시절에 동행하며 축구 역사상 손꼽히는 가장 위대한 측면 수비진을 구축했다. 비록, 부르니치는 파케티만큼 후방에서 공격을 전개하는 데 덜 능숙했고, 인테르나치오날레 시절에 전방으로 덜 전진했기에, 보다 수비적이었던 부르니치는 "구형 수비수"라는 꼬리표가 붙어 대인 방어와 거친 견제에 능했고, 1대1로 제치기 매우 어려운 선수였다. 그는 절제하는 마음가짐에도 불구하고 집중력, 지도자적 역량, 그리고 자제력을 경기장 내외에서 선보인 것 외에도 예측력과 반응 속도로도 알려져 있었다. 그러나, 그를 잘 나타낸 역량은 수비수로서의 노련함과 조직력에서의 힘이었고, 오프사이드 함정을 능숙히 활용했고, 공격적인 최후방 수비수나 중앙 수비수로 루이스 비니시우 감독의 나폴리 말년 시절에 두각을 나타내며 본연 임무인 수비 외에도 선수단의 공격진에 일조했다.

## 경력 통계

### 클럽
| 구단             | 시즌      | 세리에 A | 세리에 A | 코파 이탈리아 | 코파 이탈리아 | 유럽 | 유럽 | 기타 | 기타 | 합계 | 합계 |
| 구단             | 시즌      | 출장     | 골       | 출장          | 골            | 출장 | 골   | 출장 | 골   | 출장 | 골   |
| ---------------- | --------- | -------- | -------- | ------------- | ------------- | ---- | ---- | ---- | ---- | ---- | ---- |
| 우디네세         | 1958–59   | 1        | 0        |               |               | –    | –    | –    | –    |      |      |
| 우디네세         | 1959–60   | 7        | 0        |               |               | –    | –    | –    | –    |      |      |
| 우디네세         | 합계      | 8        | 0        |               |               |      |      |      |      |      |      |
| 유벤투스         | 1960–61   | 13       | 0        |               |               |      |      |      |      |      |      |
| 팔레르모         | 1961–62   | 31       | 1        |               |               |      |      |      |      |      |      |
| 인테르나치오날레 | 1962–63   | 31       | 0        |               |               |      |      |      |      |      |      |
| 인테르나치오날레 | 1963–64   | 33       | 0        |               |               |      |      |      |      |      |      |
| 인테르나치오날레 | 1964–65   | 32       | 1        |               |               |      |      |      |      |      |      |
| 인테르나치오날레 | 1965–66   | 30       | 0        |               |               |      |      |      |      |      |      |
| 인테르나치오날레 | 1966–67   | 30       | 2        |               |               |      |      |      |      |      |      |
| 인테르나치오날레 | 1967–68   | 30       | 0        |               |               |      |      |      |      |      |      |
| 인테르나치오날레 | 1968–69   | 30       | 1        |               |               |      |      |      |      |      |      |
| 인테르나치오날레 | 1969–70   | 26       | 1        |               |               |      |      |      |      |      |      |
| 인테르나치오날레 | 1970–71   | 29       | 0        |               |               |      |      |      |      |      |      |
| 인테르나치오날레 | 1971–72   | 27       | 0        |               |               |      |      |      |      |      |      |
| 인테르나치오날레 | 1972–73   | 30       | 0        |               |               |      |      |      |      |      |      |
| 인테르나치오날레 | 1973–74   | 30       | 0        |               |               |      |      |      |      |      |      |
| 인테르나치오날레 | 합계      | 358      | 5        |               |               |      |      |      |      |      |      |
| 나폴리           | 1974–75   | 30       | 0        |               |               |      |      |      |      |      |      |
| 나폴리           | 1975–76   | 30       | 0        |               |               |      |      |      |      |      |      |
| 나폴리           | 1976–77   | 24       | 0        |               |               |      |      |      |      |      |      |
| 나폴리           | 합계      | 84       | 0        |               |               |      |      |      |      |      |      |
| 경력 합계        | 경력 합계 | 494      | 6        |               |               |      |      |      |      |      |      |

1. ↑  유러피언컵, 인터시티스 페어스컵, UEFA컵, 그리고 유러피언 컵위너스컵 출전 경기 기록 포함.
2. ↑  인터콘티넨털컵 출전 경기 기록 포함.

### 국가대표팀 득점 기록
아래의 점수에서 왼쪽의 점수가 이탈리아의 득점이며, 득점 열은 부르니치의 득점 상황의 점수를 나타낸다.
| # | 날짜            | 장소               | 상대       | 점수 | 최종결과     | 대회                   |
| - | --------------- | ------------------ | ---------- | ---- | ------------ | ---------------------- |
| 1 | 1966년 6월 18일 | 밀라노 산 시로     | 오스트리아 | 1–0  | 1–0          | 친선경기               |
| 2 | 1970년 6월 17일 | 멕시코 시 아스테카 | 서독       | 2–2  | 4–3 (연장전) | 1970년 월드컵 준결승전 |

## 수상

### 클럽
인테르나치오날레
- 세리에 A: 1962–63, 1964–65, 1965–66, 1970–71
- 유러피언컵: 1963–64, 1964–65
- 인터콘티넨털컵: 1964, 1965년 인터콘티넨털컵1965

나폴리
- 코파 디 레가 이탈로-잉글레세: 1976
- 코파 이탈리아: 1975–76

유벤투스
- 세리에 A: 1960–61

### 국가대표팀
이탈리아
- 월드컵 준우승: 1970
- 유럽 선수권 대회: 1968

개인
- 월드 사커 올해의 11인 선수단: 1964[22]